# Werner Buschmann
Werner Buschmann (* 3. Januar 1931 in Lichtenstein-Callnberg) ist ein ehemaliger deutscher Politiker (SED). Er war Minister für Leichtindustrie der DDR.

## Leben
Der Sohn eines Arbeiters erhielt eine Ausbildung als Verwaltungsangestellter und arbeitete von 1948 bis 1952 zunächst bei örtlichen staatlichen Organen und 1952 als Referent im sächsischen Ministerium für Wirtschaft und Arbeit. Von 1952 bis 1961 war er Mitarbeiter der Staatlichen Plankommission. Er absolvierte ein Fernstudium an der Humboldt-Universität zu Berlin und der Karl-Marx-Universität Leipzig, das er 1957 als Diplom-Wirtschaftler abschloss.
Danach war er von 1961 bis 1964 Abteilungsleiter im VEB Großdrehmaschinenbau „7. Oktober“ in Berlin, bevor er 1964/1965 als Abteilungsleiter für örtliche Industrie, später als Abteilungsleiter für Wirtschaftsräte im Volkswirtschaftsrat und von 1965 bis 1968 als Abteilungsleiter im Ministerium für Bezirksgeleitete Industrie und Lebensmittelindustrie tätig war. Von 1968 bis 1976 war er Mitarbeiter im Zentralkomitee der SED, unter anderem als stellvertretender Leiter der Abteilung Leicht-, Lebensmittel- und bezirksgeleitete Industrie. 
Ab 1976 war er zunächst Staatssekretär und Erster Stellvertretender Minister für Bezirksgeleitete Industrie und Lebensmittelindustrie, von Dezember 1978 bis November 1989 – als Nachfolger von Karl Bettin – Minister für Leichtindustrie und Mitglied des Ministerrates.
Von März 1976 bis Februar 1979 gehörte Buschmann auch der SED-Bezirksleitung Berlin an.

## Auszeichnungen
- Vaterländischer Verdienstorden in Bronze (1974), in Silber (1979) sowie in Gold (1984)
- Orden Banner der Arbeit Stufe III (1978)